# Hermann von Koblinski
Benno Hermann Gustav von Koblinski (né le 12 avril 1817 à Druse, arrondissement de Glogau et mort le 2 septembre 1880 à Berlin) est un lieutenant général prussien.

## Biographie

### Origine
Hermann est le fils du capitaine prussien Wilhelm von Koblinski (1787-1857) et de son épouse Renate Jeanette, née Lucas (1790-1864). Son frère Heinrich von Koblinski (de) (1810-1895) devient également lieutenant général.

### Carrière militaire
Koblinski étudie au lycée de Züllichau et aux maisons des cadets de Potsdam et de Berlin. Il est ensuite nommé enseigne Portepee le 14 août 1834 au 37e régiment d'infanterie de l'armée prussienne et est promu sous-lieutenant à la mi-avril 1835. Il rejoint le 5e bataillon de réserve combiné à Poznan le 1er octobre 1839 en tant qu'adjudant. De là, il est transféré à la maison des cadets de Kulm en tant qu'éducateur le 1er octobre 1842. Il est ensuite envoyé à l'École générale de guerre du 6 août 1844 au 30 septembre 1847 pour y suivre une formation complémentaire. Il est ensuite employé comme adjudant régimentaire du 1er octobre 1847 au 22 juin 1852. Pendant cette période, il est promu premier lieutenant le 24 juin 1848 et capitaine le 22 juin 1852. Du 27 février 1853 au 20 novembre 1853, il fait partie du bataillon de Landwehr du 37e régiment d'infanterie à Attendorn. Le 1er décembre 1853, il arrive à la forteresse de Mayence avec le grade de major. Il est réaffecté comme commandant de compagnie le 1er octobre 1855 au 37e régiment d'infanterie. Mais le 16 mars 1858, il est transféré au 17e régiment d'infanterie, mais vient occuper la forteresse de Luxembourg comme adjudant du commandement et de la brigade. Nommé major le 14 juin 1859, il rejoint le 17e régiment d'infanterie le 1er juillet 1860, où il devient commandant du 2e bataillon. Le 1er avril 1863, il devient ensuite commandant du bataillon de fusiliers du régiment et est décoré le 30 juillet 1863 de la croix de commandeur de 2e classe de l'ordre de Philippe le Magnanime avec épées.
Il est promu lieutenant-colonel le 25 juin 1864 et participe à ce titre à la guerre austro-prussienne dans l'armée de l'Elbe, où il combat à la bataille de Sadowa. Le 11 juillet 1866, il devient commandant du 30e régiment d'infanterie. Le 20 septembre 1866, il reçoit l'ordre de l'Aigle rouge de 4e classe avec épées et promotion au grade de colonel. À l'approche de la guerre franco-prussienne, il reçoit le commandement de la 41e brigade d'infanterie le 18 juillet 1870. Pendant la guerre, il combat à Wissembourg et à Frœschwiller-Wœrth. À Frœschwiller-Wœrth, son cheval reçoit une balle sous le corps. À la suite de sa chute, il est blessé jusqu'en janvier 1871. Au siège de Paris, il peut cependant encore obtenir la croix de fer de 2e classe. Le 18 janvier 1871, il est promu major général et nommé commandant de la 41e brigade d'infanterie, mais le 3 juin 1871, il est nommé commandant de la 29e brigade d'infanterie. Là, il est mis à disposition le 15 octobre 1874 avec le grade de lieutenant général. Il décède le 2 septembre 1880 à Berlin.

### Famille
Le 6 octobre 1846, il se marie à Berlin avec Karoline Oswald (1825-1912), fille du chirurgien de la ville Johann Heinrich Konrad Oswald. Le couple a plusieurs enfants :
- Eugen (1847-1911), général de division prussien
- Oskar Konrad Benno (né en 1849)
- Max Hugo Alfred (1850-1870), sous-lieutenant, tué au combat à Mars-la-Tour